# تقرير ما بعد الإجراء
تقرير ما بعد الإجراء (أو AAR) هو أي شكل من أشكال التحليل بأثر رجعي لتسلسل معين من الإجراءات الموجهة نحو الهدف التي تم تنفيذها مسبقًا، بشكل عام من قبل المؤلف نفسه.
الشكلان الرئيسيان لـ AARs هما AAR الأدبي، المخصص للاستخدام الترفيهي، وAAR التحليلي، الذي يتم ممارسته كجزء من عملية تقييم الأداء وتحسينه. في معظم الحالات، تكون AARs مزيجًا من الاثنين معًا. يتم إجراء معظم تقارير AAR التحليلية حول مشكلة أو موقف معاصر حدث في الماضي، أو يحدث الآن، أو ما يمكن أن يحدث في المستقبل.

## تاريخ
تم تطوير (AARs) الأولى من قبل جنرالات الجيش. أحد الأمثلة الأولى وأفضل الأمثلة على (AAR) هو "تعليقات على حرب الغال" ليوليوس قيصر.
تشمل الأمثلة المعاصرة لـ AARs تقييمات المشاريع في مجال الأعمال، بالإضافة إلى ملخصات لجلسات الألعاب الكبيرة في ثقافة ألعاب الفيديو.

## تقرير ما بعد الإجراء الأدبي
يمكن أن تكون AARs الأدبية وثائق رسمية أو غير رسمية تسعى إلى تحسين بناء الجملة واللغة. يمكن اعتبار العديد من الأوراق البحثية المنشورة في مجلة أكاديمية بمثابة AAR أدبية. قد لا يكون هناك فرق كبير بين AARs الأدبية وAARs التحليلية من حيث الأوراق البحثية، ولكن الفرق الرئيسي هو أن التحليل يسعى إلى تحسين الأداء بينما يسعى الأدب إلى تحسين الأسلوب.

## تقرارير ما بعد الإجراء التحليلية
تقارير AAR التحليلية هي وثائق رسمية تهدف إلى أن تكون بمثابة أدوات مساعدة لتقييم الأداء وتحسينه، من خلال تسجيل التفاعلات بين الموقف والاستجابة، وتحليل الإجراءات الحاسمة، وتحديد فعاليتها وكفاءتها، واقتراح التعديلات والتوصيات.

## أهداف
لدى AARs التحليلية ثلاثة أهداف مركزية:
1. تحديد المشكلات الإشكالية واحتياجات التحسين.
2. اقتراح تدابير لمواجهة العناصر الإشكالية.
3. الحصول على " الدروس المستفادة.

## مكونات
1. ملخص
2. أهداف و غايات
3. تحليل النتائج
4. تحليل الأداء الموضح في المهام الحاسمة
5. ملخص
6. التوصيات

## أمثلة
- اعتمد الجيش الأمريكي مراجعة ما بعد العمل (AAR) باعتبارها الطريقة الأساسية لتقديم الملاحظات بعد التدريبات التدريبية للوحدة. وبالمثل، دعم معهد أبحاث الجيش الأمريكي (ARI) تطوير وتنفيذ إجراءات AAR لأكثر من 20 عامًا. تعد عملية مراجعة ما بعد الإجراء أمرًا بالغ الأهمية لتشكيل تقرير ما بعد الإجراء. غالبًا ما تجد ملاحظات المراجعة نفسها في التقرير.[2]
- مثال آخر لتقرير ما بعد العمل هو الحالة العالمية التي تم الإبلاغ عنها بشأن السلامة على الطرق. يتم إجراء الدراسات لتحديد مدى خطورة المخاوف المتعلقة بالسلامة على الطرق في منطقة معينة. بعد ذلك، يتم إنشاء تقرير حول الحدث الشرطي الذي يمثل السلامة على الطرق، ويتم كتابة فكرة تتضمن نظرة ثاقبة حول كيفية تحسين السلامة على الطرق.[3]
- تعد تقارير التمرين شكلاً من أشكال AARs التحليلية ويمكن أن تتم مراجعتها من قبل خبير قد يقدم اقتراحات لروتين التمرين. تجد تقارير التمرين نفسها تتبع نفس هيكل AAR العام. يمكن كتابة مسودة تقرير قبل التدريبات، ويمكن كتابة تقرير متابعة بعد ذلك يوضح بالتفصيل الخطوات التي يمكن للمستخدم التصرف بناءً عليها لتحسين أخلاقيات العمل. سيعرف المتدرب الذي ينظر إلى تقريره ما يحتاج إلى تحسينه في المستقبل، ويمكنه ممارسة تلك المهارة من أجل إتقانها.[4]